# Abu Hamed
Abu Hamed o Abu Hamad (àrab: أبو حمد, Abū Ḥamad) és una ciutat del Sudan a la wilaya de Nahr al-Nil (o An-Nil) amb 50.000 habitants. Estació de tren de la línia que va a Wadi Halfa (al nord) i Atbara (al sud a uns 250 km). Prop de la ciutat es troba el llogaret de Kurgus amb troballes notables. La ciutat està a la vora nord del riu, i prop de la punta oriental de l'illa de Mograt.